# Paiguás
Paiguás es un municipio de la Región Autónoma de la Costa Caribe Sur en la República de Nicaragua. La cabecera es la localidad de Bocana de Paiguás.

## Toponimia
El nombre de Paiwas significa en idioma chontales: “dos ríos”, de las voces pais, "dos" y was, río; sin embargo, recientes estudios han argumentado que este significado no se corresponde con la realidad, haciendo más asertivo el significado de pai, "batatas" y was, "río"; “Río de las Batatas”, lo cual es más convincente debido a la posición geográfica.

## Geografía
El territorio municipal limita al norte con el municipio de Mulukukú, al sur con el municipio de El Ayote, al este con los municipios de La Cruz de Río Grande y El Tortuguero, y al oeste con los municipios de Matiguás, Río Blanco y Camoapa.
La cabecera municipal está ubicada a 227 kilómetros de la capital de Managua. La verdad, aún no se sabe si, pertenece a Matagalpa o la Costa Atlántica, se cree de que existe todavía el dilema de no saber a quien pertenece. Lo más interesante es su ubicación, el cual los pobladores estiman que se encuentra en el centro de Nicaragua.

## Historia
Su historia no es muy conocida y la mayor parte de la información. Destaca en torno a sitios arqueológicos, petroglifos y artesanías encontradas como ofrendas en los entierros de los primitivos pobladores, hasta la fecha se han logrado detectar más cien sitios arqueológicos.
Bocana de Paiguás es la cabecera municipal de Paiguás desde su creación el 15 de marzo de 1974, a través del decreto legislativo 343, publicado en La Gaceta N.º 79 el 3 de abril de 1974, y continúa siéndolo tal como lo establece el artículo 6 de la Ley 59, Ley de División Política y Administrativa vigente, aprobada el 21 de octubre del 2004 y publicada en La Gaceta N.º 24 del 3 de febrero del 2005.

## Demografía
Paiguás tiene una población actual de 36,533 habitantes. De la población total, el 49.9% son hombres y el 50.1% son mujeres. Casi el 23.4% de la población vive en la zona urbana.

## Naturaleza y clima
El municipio tiene un clima monzónico tropical, se caracteriza por tener una temperatura promedio entre los 24 a 25 °C, así como una precipitación anual entre los 2400 mm y los 3000 mm con una buena distribución durante todo el año.
El territorio es una zona de transición entre la cadena montañosa de la región central de Nicaragua y las planicies costaneras. Su punto más altos es cerro Ubú (549 m). Se encuentra prácticamente bordeado por ríos y el centro es atravesado totalmente por el río Grande de Matagalpa. Predomina la vegetación propia del sub-trópico húmedo, con grandes
extensiones de bosques latifoliados.

## Localidades
Actualmente la cabecera en la localidad de Bocana de Paiguás está siendo trasladada hacia la localidad de Ubú Norte.
Según el Plan Indicativo de Desarrollo Municipal de PRODERBO, en 1998 el municipio contaba con las siguientes 31 comunidades: Mulukukú, San Pedro del Norte, Bocana de Paiguás, El Guayabo, Las Delicias, Ubú Norte, Bilampí, Ocaguás, El Toro, Malacaguás, Guasayamba, Guanaguana, Copalar, Güiliquito, Las Sirenas, Anito, El Negro, Santa Rosa (Jobo), Villa Siquia, Jorgito, Oliguás, Ubú Sur, La Bodega, El Castillo, La Paila, Las Banderitas, Las Minas, Calderón, El Manchón, Kepi y Unikwás.

## Economía
A partir de 1990 se reactiva la actividad ganadera extensiva con grandes ganaderos como el engorde de novillos, producción de leche y crianza de ganado.
El municipio está considerado dentro de la frontera agrícola, es decir, el límite entre el bosque primario y las áreas agrícolas humanizadas. Una faceta fundamental de este estilo de desarrollo rural es la simbiosis entre el campesino pobre y el latifundista ganadero, donde el primero coloniza la frontera agrícola y valoriza la tierra que después es ocupada para la ganadería. De esta forma la Costa Atlántica se está convirtiendo gradualmente en pastizales donde la ganadería extensiva desplaza el bosque tropical húmedo.

## Litigio político con Ubú Norte
Desde el año 1998, cuando amparado por una ordenanza municipal y bajo el pretexto de la construcción de la represa Copalar, las autoridades municipales decidieron trasladar la comuna y algunas oficinas municipales a la localidad de Ubú Norte.